# Ozodicera (Ozodicera) cinereipennis
Ozodicera (Ozodicera) cinereipennis is een tweevleugelige uit de familie langpootmuggen (Tipulidae). De soort komt voor in het Neotropisch gebied.